# Farran Zerbe
Pour les articles homonymes, voir Zerbe.
Joseph Farran Zerbe, né le 16 avril 1871 et mort le 25 décembre 1949 est un collectionneur et marchand de pièces de monnaie américain qui est président de l'American Numismatic Association (ANA) en 1908 et 1909. Il occupe le poste de numismate en chef (responsable de la vente de pièces de monnaie gouvernementales) lors des expositions universelles de St. Louis (1904), Portland (1905) et San Francisco (1915).
Zerbe est né à Tyrone, en Pennsylvanie, en 1871, et s'intéresse aux pièces de monnaie dès son enfance. À l'âge de 20 ans, il gère un magasin dans sa ville natale, tout en étant impliqué dans d'autres entreprises. Il rejoignit l'ANA en 1900 et gagne sa vie grâce aux pièces de monnaie. Constituant une importante collection d'objets numismatiques, il les expose lors des foires et dans des banques locales à travers les États-Unis pendant plus de 20 ans à partir de 1907. Les prix élevés qu'il demande pour les pièces commémoratives émises par la Monnaie des États-Unis pour les expositions universelles, ainsi que le fait que la valeur de certaines pièces chute après la fermeture des foires, lui valent une réputation de charlatan auprès de certains numismates.
Zerbe grimpe rapidement dans les rangs de l'ANA, élu vice-président en 1904 et président en 1907. Son mandat de président est controversé, car il achète le journal privé de l'ANA, The Numismatist, aux héritiers de son fondateur en 1908, une transaction qui aurait dû être effectuée au nom de l'association. S'ensuit une lutte factionnelle ; Zerbe remporte la victoire, avec le successeur de son choix élu. Il continue à exposer sa collection dans des banques jusqu'à sa vente en 1928 à la Chase National Bank, puis il en est le conservateur jusqu'à sa retraite en 1939. En 1969, il est intronisé à titre posthume au Temple de la renommée de la numismatique. La plus haute distinction de l'ANA, le prix commémoratif Farran Zerbe (en), est décernée par l'organisation de manière annuelle, bien qu'en 2021 le conseil d'administration de l'ANA vote pour retirer son nom de cet honneur après la présentation de cette année-là. Ses autres contributions à la numismatique comprennent la fondation de la Pacific Coast Numismatic Society à San Francisco en 1915.

## Jeunesse

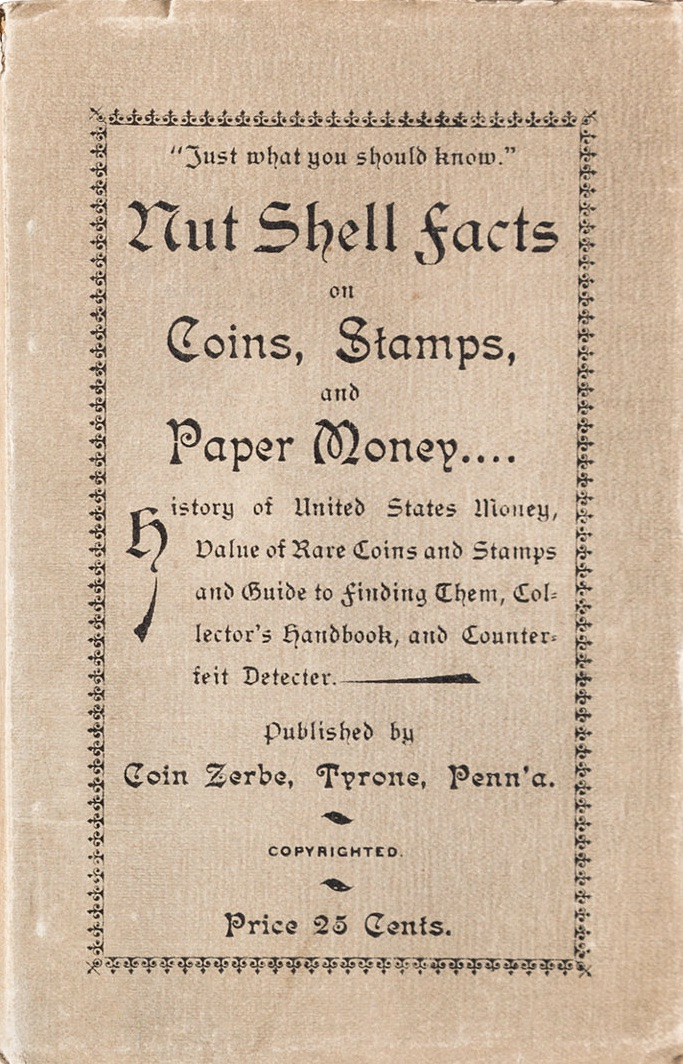
La brochure de Farran Zerbe de 1899 intitulée Nut Shell Facts on Coins, Stamps, and Paper Money (Faits sur les pièces de monnaie, les timbres et le papier-monnaie).

Joseph Farran Zerbe naît le 16 avril 1871 à Tyrone, en Pennsylvanie. Ses parents étaient James Albert, un messager pour une entreprise de livraisons express, et Bridget Mary Zerbe (née McAvoy). La famille Zerbe jouit d'un certain confort, et Joseph (qui abandonne son premier prénom dès son jeune âge) est éduqué dans les écoles publiques.
Il travaille comme garçon de livraison de journaux pour le Tyrone Daily Herald (en) de 1880 à 1889. Selon de nombreux récits, y compris ceux racontés par Zerbe lui-même dans ses dernières années, son intérêt pour les pièces de monnaie est éveillé à l'âge de 11 ans, lorsqu'un client le paie avec une pièce française en argent de 50 centimes, et que la banque refuse de l'accepter,. Le numismate John P. Lupia a considère cette histoire plus comme un leurre pour attirer l'audience (en particulier ceux qui viennent voir son exposition itinérante de pièces de monnaie) sur son récit, et qu'il est plus probable que l'histoire que Zerbe raconte en 1903 soit vraie, à savoir qu'il devient collectionneur de pièces de monnaie à l'âge de 9 ans en 1880.
En 1889, Zerbe est devenu le propriétaire d'un magasin de quartier à Tyrone, qui vend une grande variété de marchandises sous le nom de « Zerbe Cycle Co. » Il est également impliqué dans d'autres activités à Tyrone, dirigeant un service de nouvelles sous son propre nom de 1889 à 1890 et servant comme rédacteur d'un journal local pendant l'absence du titulaire. Il vend également des timbres-poste de collection, gérant un magasin séparé. En 1899, sous le nom de Coin Zerbe, il publie la brochure « Nut Shell Facts on Coins, Stamps and Paper Money » (Faits sur les pièces de monnaie, les timbres et le papier-monnaie), qui se vend 25 cents.

## Numismate des expositions universelles

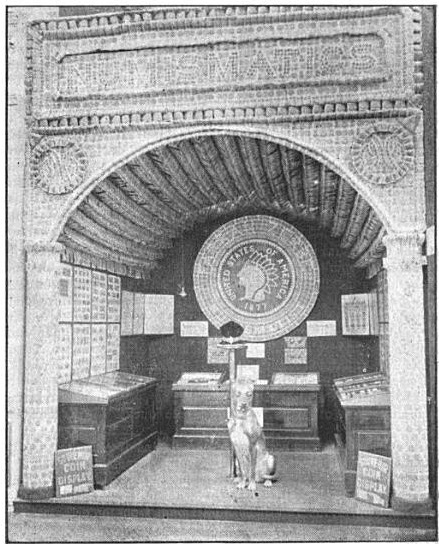
Le stand de Farran Zerbe à l'exposition Lewis & Clark à Portland, en 1905.

En juillet 1900, Zerbe rejoint l'American Numismatic Association (ANA) en tant que membre numéro 197. Le numismate O.H. Dodson note que « l'esprit curieux de Zerbe et son enthousiasme pour la connaissance numismatique sont rapidement remarqués », ce qui aboutit à son élection en 1904 en tant qu'officier de la société. En septembre 1900, il déclare faillite, marquant probablement la fin de son implication dans le magasin de quartier à Tyrone. Par la suite, sa vie serait consacrée aux objets de collection, en particulier aux pièces de monnaie. Écrivain prolifique, Zerbe publie son premier article dans le journal de l'ANA, The Numismatist, en 1902 ; intitulé « Slugs and Stellas », il traite de certaines pièces d'or rares des États-Unis et est le premier d'une série de plus de 100 articles qu'il écrirait pour cette publication entre 1902 et 1945.
Au début du XXe siècle, Zerbe commence à présenter son exposition itinérante, « Money of the World » (monnaies du monde). L'écrivain numismatique David T. Alexander décrit Zerbe comme « une figure énergique et auto-promotionnelle dont le comportement général évoque davantage celui d'un escroc de foire que celui d'un numismate distingué ». Certains collectionneurs prêtent des objets pour l'exposition et ne peuvent pas les récupérer, mais cela est peu médiatisé alors que Zerbe entame une ascension fulgurante dans le monde numismatique.
En 1902, le président Theodore Roosevelt signe une législation autorisant la frappe de 250 000 pièces d'or d'un dollar par la Monnaie et remises aux organisateurs de l'Exposition universelle de 1904 à Saint-Louis dans le cadre de la subvention gouvernementale pour la foire. La législation est assez ambiguë pour permettre plusieurs dessins pour le dollar en or, et Zerbe est parmi ceux qui préconisent cette approche, affirmant que cela stimulerait les ventes. D'autres propositions de Zerbe, telles qu'une pièce d'or massive d'une valeur nominale d'un milliard de dollars à exposer à la foire, ne sont pas adoptées et renforcent l'idée que Zerbe est un charlatan. Néanmoins, sur recommandation d'influents amateurs de collection de pièces de monnaie, Zerbe obtient le poste de numismate en chef de la foire de St. Louis, chargé de vendre les pièces et médailles mises en vente par le gouvernement américain, y compris les deux variétés du dollar en or de l'Exposition universelle de la Louisiane. En vertu de la législation autorisant les premières pièces commémoratives telles que celles que Zerbe distribue, l'ensemble de la frappe est remis à la commission autorisée, qui réalise tous les bénéfices possibles en les vendant avec une prime au public.

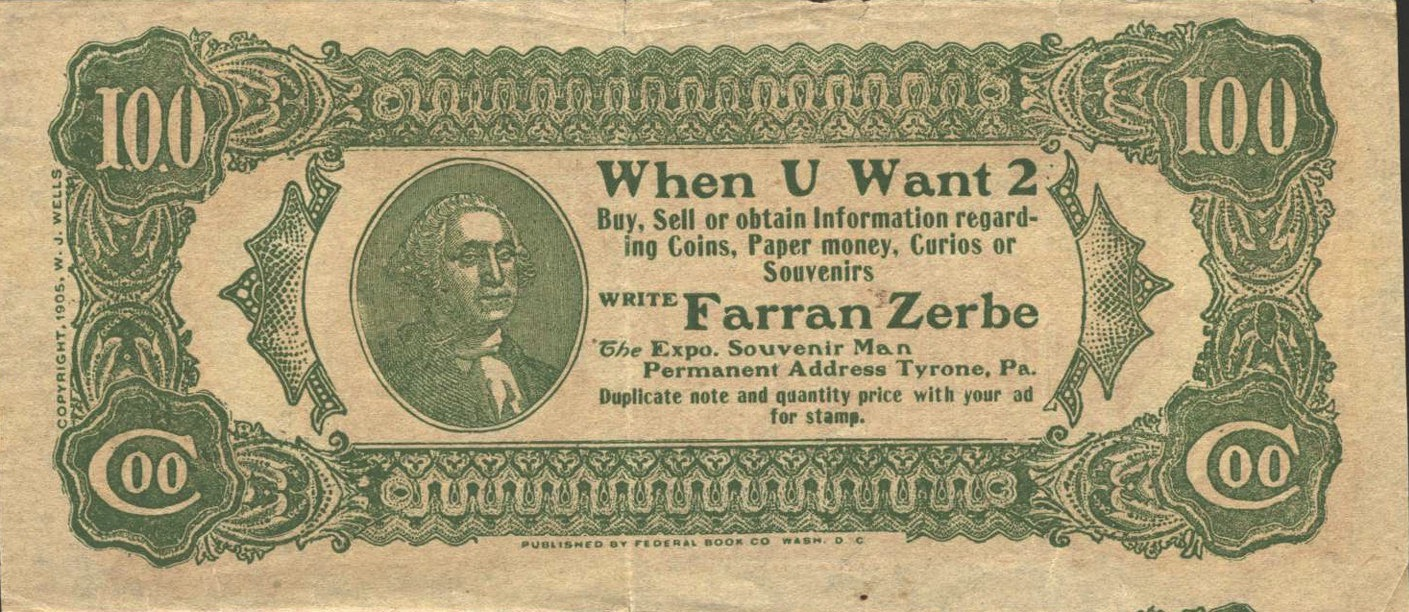
Note publicitaire pour Farran Zerbe, 1905, le décrivant comme l'homme des souvenirs de l'Exposition.

Zerbe, en plus d'exposer ses propres pièces à la foire, promeut les dollars en or. Les vendant à 3 $, un montant qu'il justifie en affirmant que les dollars en or de circulation régulière ont une prime, il les vend également montés sur des cuillères, des bijoux et d'autres objets. Il soumet des articles au Numismatist, sous son propre nom et de manière anonyme, cherchant à intéresser les collectionneurs de pièces aux dollars. Cependant, peu sont vendus, et il offense certains collectionneurs de pièces qui concluent qu'il fait des affirmations trompeuses et jette le discrédit sur la communauté numismatique. Seulement 35 000 des 250 000 pièces sont vendues, beaucoup après la fermeture de la foire à peine plus que leur valeur nominale au marchand de pièces texan B. Max Mehl (en). Zerbe lui-même en prend davantage, les vendant pendant des années par la suite dans son exposition Money of the World ; selon Q. David Bowers, la baisse des prix sur le marché secondaire — de 3 $ à 2 $ ou même moins — « discrédite Farran Zerbe », puisqu'il a assuré aux acheteurs qu'il aiderait à maintenir le niveau des prix.
Malgré ces difficultés, lorsque la convention de l'ANA de 1904 a lieu à la foire de Saint-Louis, Zerbe est élu premier vice-président de l'organisation ; selon un article de 1961 sur Zerbe, cela est dû à son éloquence lors de la convention. Lorsqu'il n'est pas occupé par ses fonctions à la foire ou en tant qu'officier de l'ANA, Zerbe voyage beaucoup, visitant des collectionneurs et menant des recherches ; en 1905, il écrit dans The Numismatist sur les préparatifs pour commencer la frappe de monnaie à la nouvelle Monnaie de Denver, et que la Monnaie de La Nouvelle-Orléans ne frappe temporairement pas de monnaies.
Muni de lettres de recommandation des responsables de la foire de Saint-Louis, Zerbe obtient ensuite un poste de numismate en chef à l'Exposition Lewis & Clark de 1905 à Portland, en Oregon. En 1904, le Congrès autorise l'émission de dollars en or pour marquer l'Exposition, dont Zerbe est chargé de la commercialisation. Ayant tiré des leçons de son expérience à Saint-Louis, il demande 2 $ pour ces pièces, ou 10 $ pour six. Certaines sont datées de 1904 et d'autres de 1905, et Zerbe tente de susciter l'excitation en affirmant faussement que l'émission de 1904 est presque épuisée, portant le prix à 2,50 $. Il n'a pas de succès, et les deux tiers de la frappe combinée de juste un peu plus de 60 000 dollars en or sont retournés à la Monnaie pour être fondus. Il vend également des médailles de la Monnaie à l'exposition de Portland. Les activités de Zerbe à Portland lui rapportent un profit d'environ 16 000 $.

## Président de l'ANA
Ayant terminé ses obligations à Portland, le 1er avril 1906, Zerbe embarque sur un bateau côtier à destination de San Francisco. Il y mène des recherches numismatiques et visite des collectionneurs, cherchant des informations sur des sujets tels que les émissions privées de pièces d'or pendant la ruée vers l'or en Californie, et est présent lors du tremblement de terre de San Francisco le 18 avril. Il n'est pas blessé, bien que les meubles dans l'appartement où il séjourne se soient déplacés et que du plâtre et d'autres objets soient tombés au sol. Avant de partir pour Los Angeles pour poursuivre ses recherches, Zerbe aide les personnes affectées par le séisme et passe dix jours à rassembler des données et des photographies pour un livre envisagé (mais jamais publié) sur l'événement,. En octobre 1906, Zerbe est l'invité d'honneur à la première convention de la Société Numismatique de l'Ohio à Columbus. En 1907, Zerbe participe à l'exposition de Jamestown à Norfolk, en Virginie, et propose sans succès une pièce d'argent de 2 dollars à émettre pour cette foire.
À partir de 1907, et pendant plus de deux décennies, il conclut des accords avec des banques pour exposer des parties de sa collection dans leurs halls. Cela profite à la fois aux banques, qui voient une augmentation des dépôts, et à Zerbe, qui non seulement reçoit ce que la banque lui paie, mais a également l'opportunité d'acheter de vieilles pièces apportées par des membres du public,. Les expositions comportent également des conférences de Zerbe, ainsi que des dépliants sur les pièces contenant des articles favorables sur les banques, et qui sont imprimés avec le nom de la banque. Les expositions, selon Zerbe, constituent une forme de publicité digne.
L'érudit numismatique de New York, Albert Frey, est élu président de l'ANA à la convention de Saint-Louis en 1904. Après avoir servi trois ans, avec Zerbe comme premier vice-président, Frey refuse de se représenter en 1907, et Zerbe est élu président lors de la convention de cette année-là à Columbus, prenant effet en janvier 1908, avec Henri Buck comme premier vice-président,. Zerbe s'engage à développer l'ANA en termes de membres et de prestige, fixant un objectif de 3 000 membres — à ce moment, l'ANA en compte moins de 500,. Bien qu'il n'atteigne pas cet objectif, 364 personnes rejoignent l'association pendant les deux années de présidence de Zerbe, dont beaucoup parrainées par Zerbe lui-même.
Le 16 juin 1908, le Dr George F. Heath, fondateur de l'ANA et propriétaire de The Numismatist, meurt subitement. Zerbe s'empresse de se rendre chez Heath à Monroe, au Michigan, et découvre que les dossiers de Heath sont désorganisés, sans articles en attente de publication. Néanmoins, il achète le magazine à la veuve de Heath et entreprend de le publier lui-même. Combiné à sa présidence, cela lui donne un contrôle presque total sur l'organisation. Il y a des plaintes selon lesquelles Zerbe aurait dû acheter la revue pour l'ANA, et non pour lui-même. Lors de la convention de l'ANA en 1908 à Philadelphie, il obtient sa réélection, avec John Henderson comme premier vice-président, et convainc les membres d'approuver une augmentation des cotisations pour améliorer The Numismatist, déplaçant son lieu de publication de Monroe à Philadelphie et embauchant trois rédacteurs adjoints. En 1909, le président Theodore Roosevelt nomme Zerbe pour siéger à la commission d'analyse de cette année-là, une commission annuelle composée de fonctionnaires et de membres du public qui vérifie que les pièces d'or et d'argent respectent les spécifications requises.
Zerbe a alors des ennemis dans le monde numismatique, menés par Thomas L. Elder, un marchand de New York qui le considère comme un charlatan et émet des médailles satiriques l'accusant de tirer profit des dollars de l'achat de la Louisiane. La lutte factionnelle culmine lors de la convention de l'ANA en 1909 à Montréal, où Zerbe n'est pas candidat à sa réélection, mais soutient Henderson, avec la faction Elder proposant Frank C. Higgins de New York. Zerbe utilise son journal pour l'élection, refusant de permettre que Higgins ou Elder soient mentionnés favorablement dans ses pages, et présentant leurs positions de manière négative. Selon Bowers,

« Bien que les détails ne soient pas clairs, il semble évident que Zerbe a gonflé le nombre de membres de l'ANA en ajoutant de nouveaux membres, des hommes pas du tout intéressés par les pièces de monnaie, simplement pour gagner leurs voix en faveur d'Henderson lors de l'élection de 1909. Lors de la convention annuelle, tenue cette année-là à Montréal, Zerbe dispose de 400 procurations pour son candidat favori, Henderson, tandis que Frank Higgins n'en a que quelques douzaines. Higgins jette vaillamment l'éponge et suggère que la convention élise unanimement Henderson, ce qu'elle fait.. »

Avec Henderson en tant que président, Zerbe continue de contrôler l'ANA. Il maintient l'embargo d'informations contre Elder, qui réplique en imprimant ses propres publications. Après avoir quitté ses fonctions à la fin de 1909, Zerbe se fatigue de publier The Numismatist, qui ne rapporte pas beaucoup de bénéfices, et en 1911, il le vend au collectionneur montréalais William Walter Coulthard Wilson, qui en fait don à l'ANA. Zerbe aurait apparemment réalisé un profit considérable sur la transaction, recevant ce que les documents d'archives de l'ANA décrivent comme un « prix élevé » pour la publication à cette époque.

## Exposition universelle de 1915

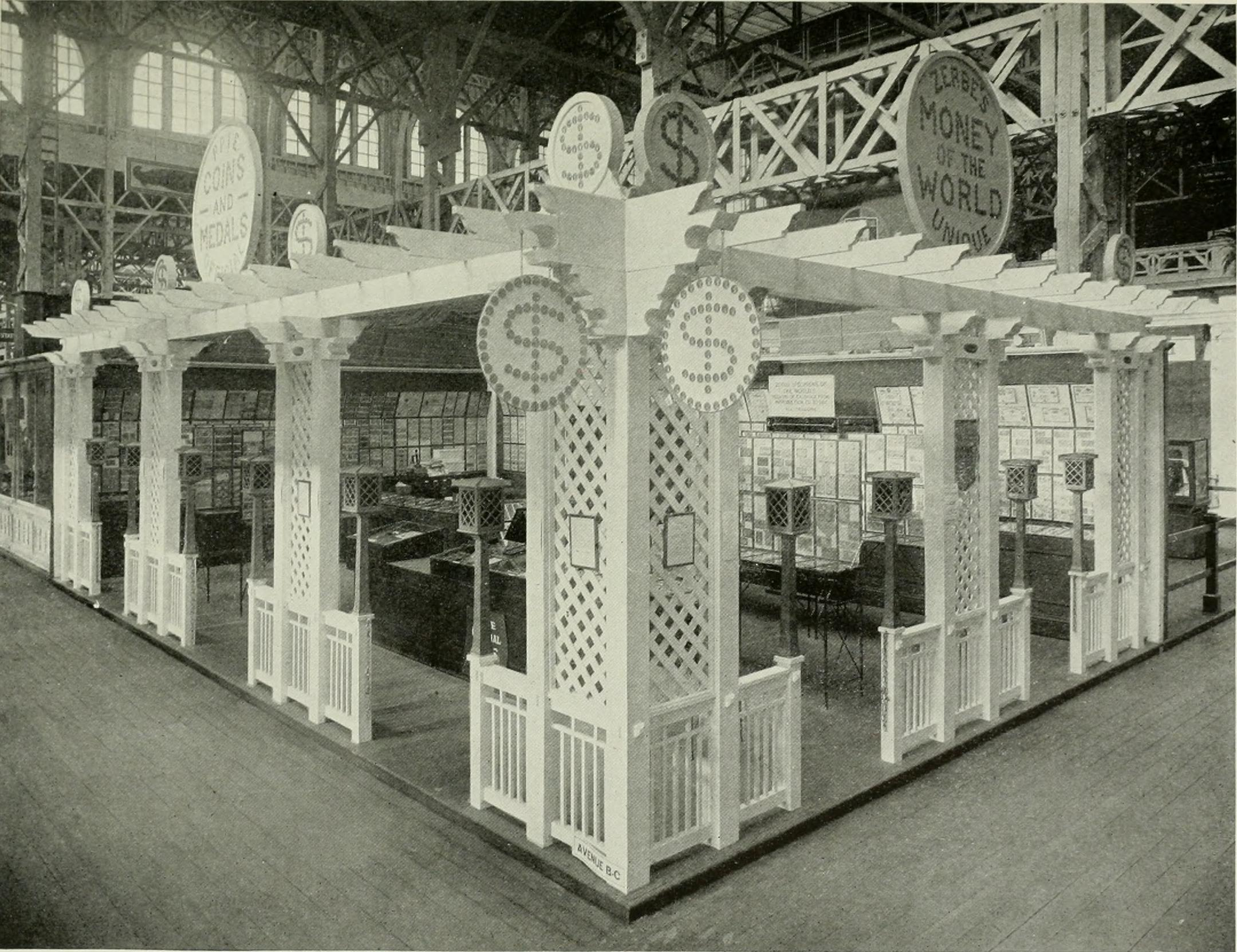
Le stand de Farran Zerbe à l'exposition universelle de 1915.

En 1915, l'Exposition internationale Panama-Pacifique se tient à San Francisco pour célébrer l'ouverture du canal de Panama et marquer la résilience de San Francisco après le séisme dévastateur et l'incendie de 1906. Zerbe est nommé responsable du département numismatique de l'exposition, supervisant la vente des pièces et médailles émises par la Monnaie américaine pour commémorer l'événement. En janvier 1915, le Congrès autorise cinq pièces, dont des pièces de 50 dollars rondes et octogonales. Zerbe présente également son exposition Money of the World et y est présent presque continuellement de l'ouverture de l'exposition en février 1915 jusqu'à sa clôture en décembre. Plus tard, The Numismatist estime que le tiers des 18 millions de visiteurs de l'exposition est venu voir l'exposition de Zerbe, dont un demi-million a assisté aux causeries informelles qu'il donne, discutant de la pièce de 50 centimes qu'il expose et qui, selon lui, a suscité son intérêt pour la numismatique.
Initialement, les seuls produits gouvernementaux que Zerbe a à vendre à son exposition sont une médaille souvenir, frappée par une presse en fonctionnement à l'exposition de la Monnaie, et des tirages produits par le Bureau de la gravure et de l'impression, également sur place. Les ventes de la médaille sont lentes, et Zerbe n'a pas de pièces à vendre avant au moins le 8 mai. Il trouve difficile de vendre les pièces ; de nombreux acheteurs potentiels, confrontés à une pléthore de médailles, reproductions de pièces d'or pionnières de l'ère de la ruée vers l'or, et autres articles de divers vendeurs, ne croient pas que ses pièces sont des produits gouvernementaux officiels. Les fonctionnaires du Trésor acceptent de lui accorder de l'espace pour un vendeur à l'exposition de la Monnaie, et les pièces de plus basse dénomination sont vendues là-bas, avec des commandes prises pour les pièces de 50 dollars. Cependant, Zerbe cesse bientôt de vendre le dollar en or là-bas, et le reste de l'exposition est marqué par des conflits entre lui et les représentants du Trésor. La pleine allocation légale pour chaque dénomination est frappée, mais bien que Zerbe continue à vendre des pièces par correspondance après la fermeture de l'exposition le 4 décembre, les ventes diminuent tout au long de 1916. Zerbe achète certaines des pièces excédentaires à la valeur nominale, et le reste est retourné à la Monnaie pour être racheté et fondu.
Zerbe est présent à la Monnaie de San Francisco le 15 juin 1915, pour la première frappe cérémonielle de la pièce de 50 dollars octogonale, et il actionne la presse, frappant la 19e pièce. Dans un article de 1918 dans The Numismatist, il écrit que le dessin n'est pas assez beau et que des designs différents auraient dû être utilisés pour les pièces rondes et octogonales ; il ne blâme pas le sculpteur, Robert Aitken, qui, selon lui, a fait de son mieux compte tenu de la nécessité de produire rapidement les pièces. La même année, Zerbe fonde la Pacific Coast Numismatic Society (PCNS) à San Francisco. C'est la plus ancienne organisation numismatique de l'ouest des États-Unis et elle se décrit comme favorisant une forte tradition de recherche et de publication littéraire.

## Fin de carrière

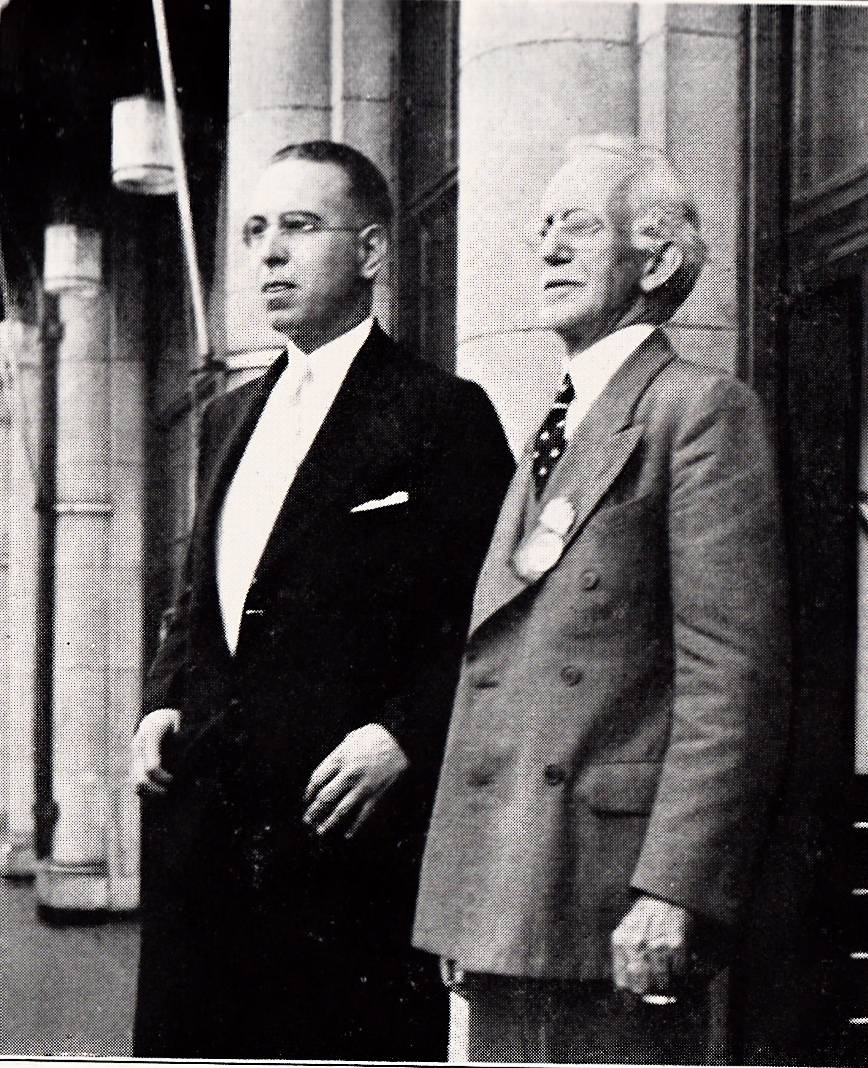
Zerbe (à droite) avec son successeur à la tête du Money Museum de la Chase Manhattan Bank, Vernon Brown, vers 1939.

Après l'exposition de San Francisco, Zerbe reprend la route et les expositions de Money of the World. En 1919, il publie un catalogue définitif des Lesher Referendum Dollars, une monnaie en argent frappée de manière privée au Colorado. Cela impressionne tellement B. Max Mehl qu'il le reproduit sans permission, les deux hommes parviennent néanmoins à un règlement à l'amiable. En 1926, un numéro spécial de The Numismatist est publié avec le catalogue détaillé de Zerbe sur la « monnaie Bryan », des pièces commémorant ou satirisant la campagne présidentielle de 1896 de William Jennings Bryan. Zerbe continue à publier des articles pour The Numismatist et d'autres publications. En 1923, il est nommé pour la deuxième fois à la commission d'analyse, par le président Warren G. Harding.
Le 25 août 1920, lors de la convention de l'ANA à Chicago, le président Waldo C. Moore demanda à Moritz Wormser, président du conseil d'administration, de lire un article de Zerbe. Dans son article, Zerbe demande la création d'un dollar en argent commémoratif à circulation générale, le but de la pièce étant de montrer le désir de paix de l'Amérique. L'article de Zerbe déclare : « Notre exemple en tant que démocratie... est une force morale puissante qui remporte d'innombrables batailles dans les cœurs et les esprits de ceux qui prouvent finalement qu'ils ont le pouvoir de renverser des trônes ». D'autres réclament également une pièce de la paix, et le Peace dollar est frappé pour la première fois à la fin de 1921.
En 1928 et 1929, Zerbe occupe le poste de président du conseil d'administration de l'ANA. En 1928, il vend sa collection et sa bibliothèque à la Chase National Bank, qui a exposé Money of the World deux ans plus tôt. La banque ouvre un musée de la monnaie, avec Zerbe comme conservateur, en 1929. Selon l'accord, il peut ajouter des pièces à la collection ou emprunter une partie pour l'exposer ailleurs. Il reste conservateur jusqu'à sa retraite en 1939, après quoi il devient conservateur émérite. Le Chase Manhattan Bank Money Museum reste ouvert jusqu'en 1977, après quoi de nombreuses pièces sont données à la collection numismatique nationale de la Smithsonian Institution.

## Vie privée
Farran Zerbe a été marié à Bessie Garner Knox dans les années 1910, mais ils ont divorcé. Il se remarie avec Julia Gertrude Mahoney en 1932. Il continue à être honoré par la communauté numismatique. En 1931, la PCNS frappe une médaille spéciale en l'honneur de Zerbe en tant que fondateur, tandis que l'année suivante, la Chase Bank offre un déjeuner spécial pour célébrer les cinquante ans de Zerbe dans la numismatique. En 1944, il est nommé membre honoraire à vie de l'ANA, et l'année suivante, il devient historien de l'organisation, poste qu'il occupe jusqu'à sa mort,.
Zerbe décède le 25 décembre 1949 à New York, après une maladie de plus de deux mois. Il laisse dans le deuil sa deuxième épouse et deux frères. En 1951, l'ANA renomme son prix annuel, sa plus haute distinction, le Prix commémoratif Farran Zerbe (en). Seuls les membres de l'ANA sont éligibles à ce prix « en reconnaissance de nombreuses années de service exceptionnel et dévoué à la numismatique ». En 2021, à la demande de près de 20 lauréats du prix Zerbe, le conseil d'administration de l'ANA vote pour retirer son nom du prix après la remise de cette année-là. Le communiqué de presse évoque les revendications exagérées de Zerbe concernant le dollar en or de 1904 et des irrégularités liées à l'achat de The Numismatist ainsi qu'à l'implication de Zerbe dans l'élection de 1909.
Zerbe est élu au Panthéon de la Numismatique en 1969. David Alexander déclare que « tant que l'ANA existe, Farran Zerbe continue de vivre ». Selon John N. Lupia, Zerbe a « un génie pur... en tant qu'homme d'affaires astucieux et amateur de numismatique pour attirer les gens, non seulement dans son spectacle, mais dans l'amour de la numismatique ». Q. David Bowers note que « savoir si Zerbe est une idole aux pieds d'argile dont les indiscrétions de 1908-09 devraient être pardonnées est sujet à débat ». O.H. Dodson écrit que Zerbe, malgré sa formation limitée, « accomplit plus que les efforts combinés d'une foule de savants érudits pour populariser la numismatique à la base ». Le successeur de Zerbe en tant qu'historien de l'ANA, Jack W. Oglivie, le considère comme le second seulement après Heath pour son travail visant à faire de l'ANA un succès, le surnommant un « pionnier qui a tant fait pour populariser la numismatique. Ses réalisations remarquables lui ont vraiment valu le titre de « Doyen des numismates américains » ».